# Nusatidia borneensis
Nusatidia borneensis är en spindelart som beskrevs av Christa L. Deeleman-Reinhold 200. Nusatidia borneensis ingår i släktet Nusatidia och familjen säckspindlar. Inga underarter finns listade i Catalogue of Life.